# Ernst Grönvall (militär)
Ernst Theodor Grönvall, född 30 november 1846 i Göteborg, död 20 oktober 1924 i Falköping, var en svensk militär.
Grönvall blev underlöjtnant vid Livregementets husarkår, ryttmästare 1883, major där 1892 och överstelöjtnant 1895. Han utnämndes till överste och chef för Skånska husarregementet 1898 och erhöll avsked 1906. Grönvall tjänstgjorde 1875–1878 vid Generalstaben och utgav 1879 ett arbete om Österrike-Ungerns härorganisation. Visserligen var militärtjänsten hans huvudintresse men han ägnade sig även åt skötseln av sin egendom, Forsby. Han var en framstående jordbrukare och erhöll flera förtroendeuppdrag, bland annat var han ledamot av Södermanlands läns hushållningssällskaps förvaltningsutskott, ledamot av Södermanlands läns landsting och ordförande i kommunalstämma och kommunalnämnd i Österåkers landskommun. Även under tiden i Helsingborg innehade han kommunala uppdrag och var under flera år styrelseordförande i Bankaktiebolaget Södra Sverige. År 1887 invaldes Grönvall som ledamot av Krigsvetenskapsakademien. Han blev riddare av Svärdsorden 1886 och av Vasaorden 1889 samt kommendör av andra klassen av Svärdsorden 1901 och kommendör av första klassen 1905.
Ernst Grönvall var son till köpmannen Abraham Grönvall och bror till överste Carl Grönvall.